# Bruno Werntgen

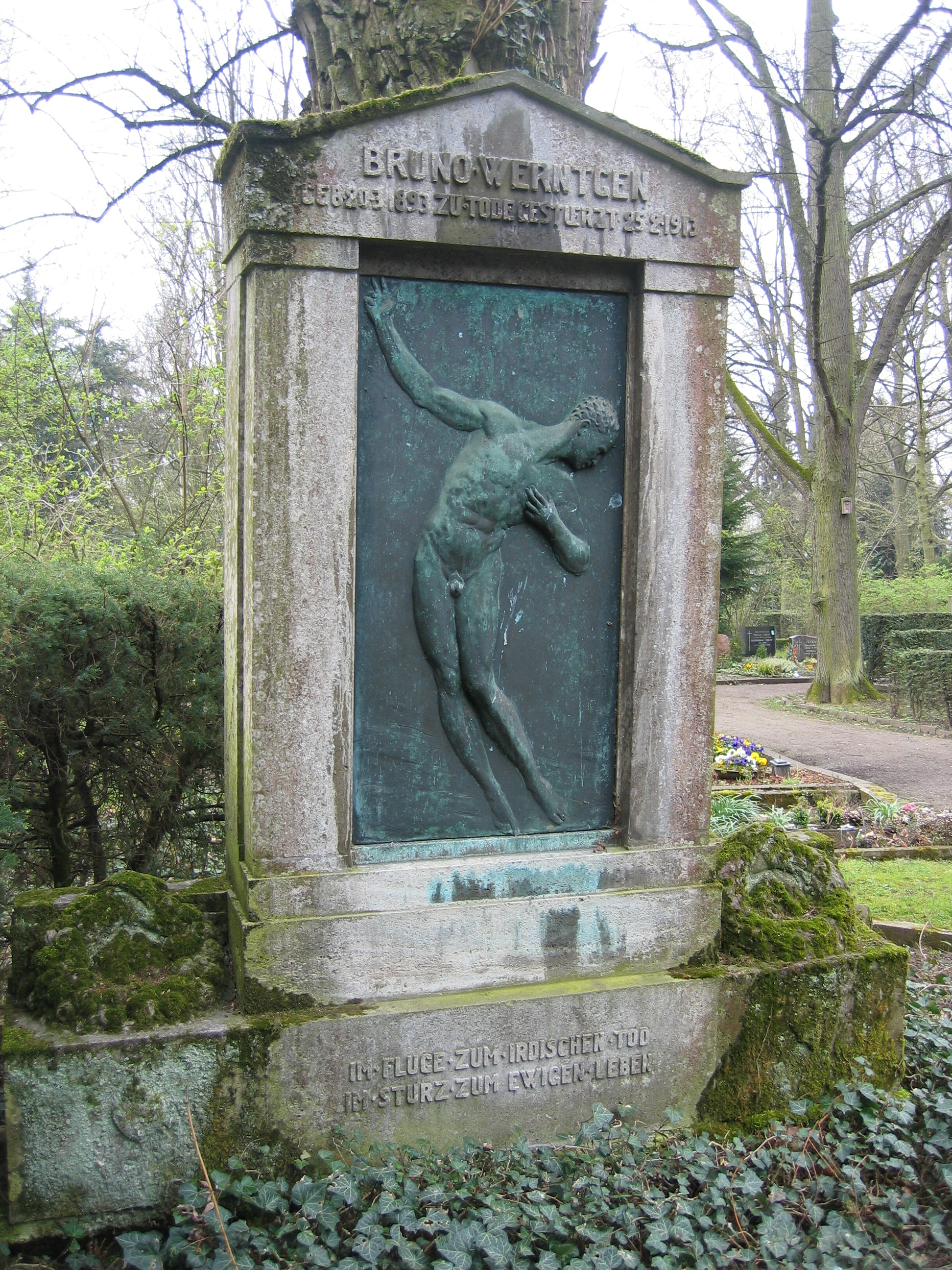
Grab von Bruno Werntgen auf dem Nordfriedhof in Bonn

Willi Bruno Werntgen (* 17. März 1893 in Beeck (Duisburg); † 25. Februar 1913 in Hangelar) war ein deutscher Flugpionier und Fluglehrer.
Bruno wurde als Sohn des Kaufmanns Mathias Buschmann geboren. Seine Mutter war die Flugpionierin Tony Werntgen (1875–1954), die als erste Frau in Deutschland funktionierende Flugapparate produzierte. Bruno Buschmann studierte im Jahr 1909 ein Semester Maschinenbau am Technikum Mittweida. Am 14. Mai 1910 erhielt Willi Bruno Buschmann die Erlaubnis, den Geburtsnamen seiner Mutter als Familiennamen zu führen.
Mit 16 Jahren galt Werntgen als damals jüngster Flieger der Welt. Bereits als Fluglehrer tätig, erwarb er am 13. Dezember 1910 in Berlin-Johannisthal den 40. deutschen Pilotenschein. Er war die Seele des Flugunternehmens, das seine Mutter in Köppern im Taunus (heute Friedrichsdorf), später in Köln-Merheim und anschließend in Hangelar bei Bonn betrieb.
Am 1. Mai 1911 absolvierte der Sohn einige Flugrunden vor Zuschauern, später flog auch seine Mutter als Passagierin mit. Bruno Werntgen, für den als „jüngsten Piloten der Welt“ geworben wurde, nahm in der Folge reichsweit an zahlreichen Flugwettbewerben und -schauen teil und gewann auch Preise. Bei Flugschauen im Rheinland galt er oft als Hauptattraktion. Im Dezember 1911 jedoch wurden die Flugübungen durch die Militärverwaltung verboten, da eine potentielle Spionage aus der Luft befürchtet wurde.
Bei der Erprobung einer eigenen Neukonstruktion verunglückte er tödlich auf der Hangelarer Heide, wo später der Flugplatz Bonn/Hangelar entstand. In der Nähe des Flugplatzes, welcher heute auf dem Stadtgebiet von Sankt Augustin liegt, ist eine Straße nach ihm benannt. In Koblenz, wo er 1911 auf dem Flugfeld Koblenz-Karthause die Hauptattraktion einer Flugschau war, ist die Werntgenstraße nach ihm benannt.